# Saint-Paul (Haute-Vienne)

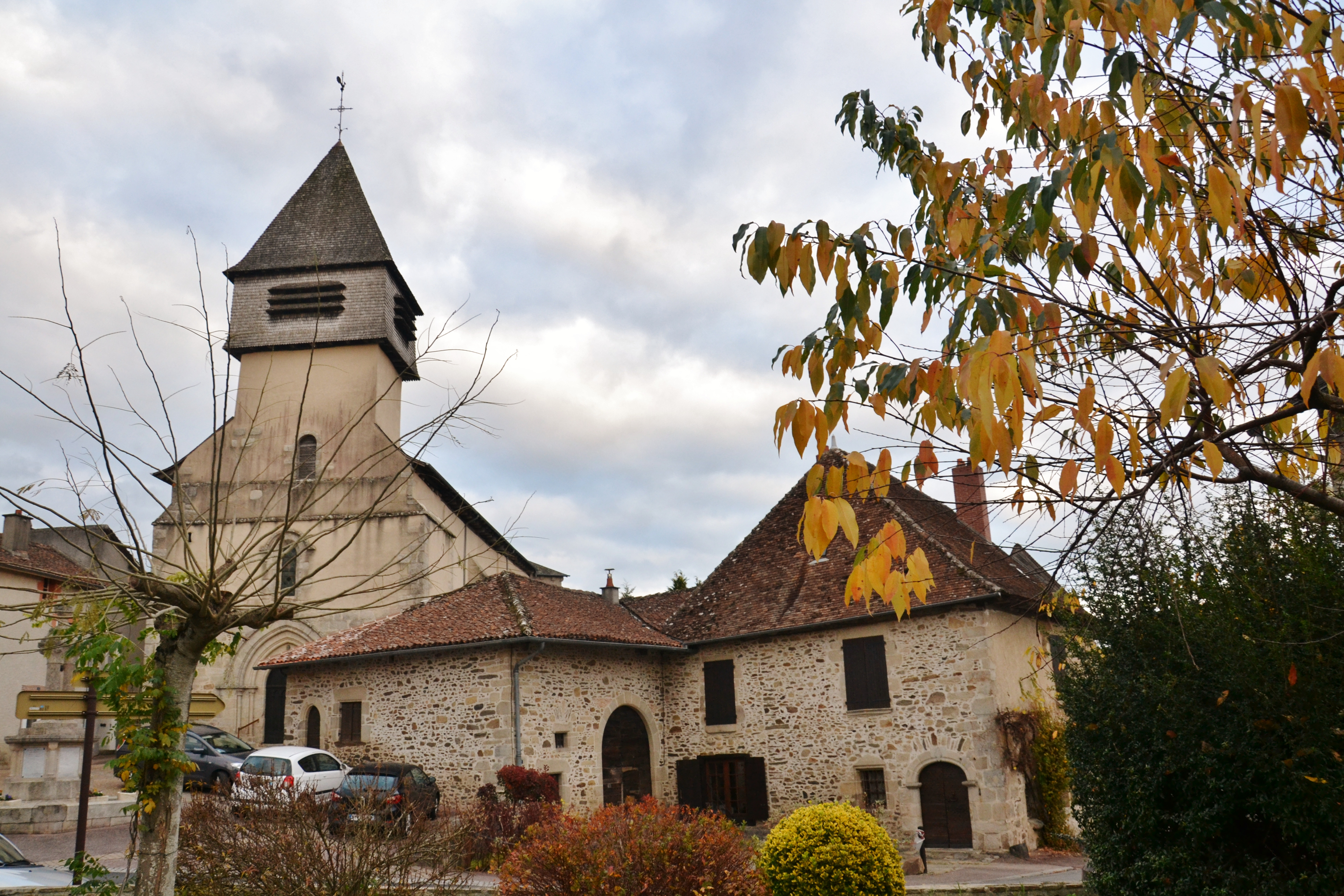
Kościół w Saint-Paul (2011)

Saint-Paul – miejscowość i gmina we Francji, w regionie Nowa Akwitania, w departamencie Haute-Vienne.
Według danych na rok 1990 gminę zamieszkiwało 1088 osób, a gęstość zaludnienia wynosiła 29 osób/km² (wśród 747 gmin Limousin Saint-Paul plasuje się na 111. miejscu pod względem liczby ludności, natomiast pod względem powierzchni na miejscu 99.).

## Populacja

Populacja Saint-Paul w latach 1962–2008